# 太果木科
太果木科（学名：Ticodendraceae），也叫常绿桦科或核果桦科，只有1属1种，生长在拉丁美洲的墨西哥南部至巴拿马一带，和桦木科的亲缘关系较近。
本科植物为20-30米高的乔木，单叶，长达5-12厘米；常绿，果实为核果。